# Una giornata con Ricky Gianco
Una giornata con Ricky Gianco è il primo album del cantautore italiano Ricky Gianco, pubblicato nel 1963 dalla Jaguar Records.

## Tracce
Lato A
1. Ti cercherò (Pieretti-Rickygianco)
2. Prima di tutto (Sono Giovane) (Pieretti-Rickygianco)
3. Amore ricorda (Pieretti Rickygianco)
4. Comme facette mammeta (Capaldo-Gabardella)
5. Lo scoiattolo (Pieretti-Del Prete-Rickygianco)
6. Cambia tattica (From Me to You) (Pallavicini-Lennon Mccartney)

Lato B
1. Tu vedrai (Rickygianco-Detto-Donbacky-Del Prete)
2. Il tramonto (Pieretti-Rickygianco)
3. A mani vuote (Pieretti-Del Prete-Rickygianco)
4. Mercurius (Rickygianco)
5. Eva (Pieretti-Rickygianco)
6. Twist and Shout (Medley-Russell)